# هاري إس. هاموند
هاري إس. هاموند (بالإنجليزية: Harry S. Hammond)‏ هو لاعب كرة قدم أمريكية أمريكي، ولد في 13 نوفمبر 1884 في كرون بوينت في الولايات المتحدة، وتوفي في 9 يونيو 1960 في ويستبورت (كونيتيكت) في الولايات المتحدة.